# Шариповский сельсовет (Курганская область)
Шариповский сельсовет — упразднённые административно-территориальная единица и сельское поселение в Альменевском районе Курганской области.
Административный центр — село Мир.
Законом Курганской области от 29.06.2021 № 72 к 9 июля 2021 года сельсовет упразднён в связи с преобразованием муниципального района в муниципальный округ.

## География
Площадь сельсовета 318,8 км², в том числе площадь населенных пунктов 38,94 км², земли лесного фонда 33,88 км².

## История
Шариповский (Шарыповский) сельсовет образован в 1919 году в Катайской волости Челябинского уезда.
20 марта 1919 года Шариповский сельсовет вошёл во вновь образованный Яланский кантон Автономной Башкирской Советской Республики.
14 июня 1922 года Яланский кантон упразднён, территория возвращена в состав Челябинского уезда Челябинской губернии.
Постановлениями ВЦИК от 3 и 12 ноября 1923 года в составе Челябинского округа Уральской области РСФСР образован Катайский район.
Постановлением ВЦИК от 20 апреля 1930 года, Катайский район объединён с Яланским районом в один Ялано-Катайский район.
Постановлением ВЦИК от 17 января 1934 года Уральская область упразднена, Ялано-Катайский район вошёл во вновь образованную Челябинскую область.
Указами Президиума Верховного Совета РСФСР от 12 ноября и 17 декабря 1940 года Ялано-Катайский район разделён на Альменевский и Сафакулевский районы. Шариповский сельсовет вошёл в Альменевский район.
Указом Президиума Верховного Совета СССР от 6 февраля 1943 года образована Курганская область. Альменевский район вошёл в её состав.
Решением Курганского облисполкома № 710 от 15 июля 1953 года н. п. фермы № 2 Катайского совхоза перечислена из Иванковского сельсовета в состав Шарипововского сельсовета, д. Байганино перечислена из Тайболинского сельсовета в состав Шарипововского сельсовета, д. Килей-Казаккулово и д. Тимякова перечислены из Шариповского сельсовета в состав Казенского сельсовета.
Решением Курганского облисполкома № 407 от 16 июля 1954 года д. Килей-Тимяково перечислена из Шариповского сельсовета в состав Казенского сельсовета.
Указом Президиума Верховного Совета РСФСР от 1 февраля 1963 года образован укрупнённый Целинный сельский район, в который передан Шариповский сельсовет.
Решением Курганского облисполкома № 434 от 9 декабря 1963 года п. ф. № 1 Катайского совхоза переименован в д. Мир, п. ф. № 2 Катайского совхоза переименован в д. Малышева, п. ф. № 3 Зауральского совхоза переименован в д. Поляна.
Указом Президиума Верховного Совета РСФСР от 3 марта 1964 года Шариповский сельсовет передан в Шумихинский сельский район.
Указом Президиума Верховного Совета РСФСР от 12 января 1965 года Шумихинский сельский район разукрупнён. Шариповский сельсовет вошёл в состав вновь образованного Альменевский района,
Решением Курганского облисполкома № 197 от 12 мая 1965 года д. Казаккулово, д. Учкулево и д. Алакуль перечислены из Танрыкуловского сельсовета в состав Шариповского сельсовета.
Решением Курганского облисполкома № 80 от 28 февраля 1966 года д. Казаккулово перечислена из Шариповского сельсовета в состав Танрыкуловского сельсовета.
Решением Курганского облисполкома № 397 от 3 октября 1973 года д. Поляна перечислена из Танрыкуловского сельсовета в состав Шариповского сельсовета.
Решением Курганского облисполкома № 519 от 19 декабря 1973 года с. Малышево, д. Алакуль и д. Учкулево перечислены из Шариповского сельсовета в состав Малышевского сельсовета.

## Население
| 1926  | 1989  | 2002  | 2004  | 2010  | 2012  | 2013  |
| ----- | ----- | ----- | ----- | ----- | ----- | ----- |
| 2380  | ↗2465 | ↘1994 | ↗2137 | ↘1635 | ↘1554 | ↘1461 |
| 2014  | 2015  | 2016  | 2017  | 2018  | 2019  | 2020  |
| ↘1415 | ↘1397 | ↘1364 | ↘1333 | ↘1304 | ↘1256 | ↘1215 |

## Состав сельского поселения
| № | Населённый пункт | Тип населённого пункта       | Население |
| - | ---------------- | ---------------------------- | --------- |
| 1 | Байганино        | деревня                      | ↘192      |
| 2 | Мир              | село, административный центр | ↘887      |
| 3 | Поляна           | деревня                      | ↘185      |
| 4 | Шарипово         | деревня                      | ↘371      |

По данным переписи 1926 года в Шарыповском сельсовете проживало 2380 чел., в том числе
- д. Бахарево (Статья № 10) 376 чел., в том числе русских 357 чел., украинцев 17 чел.
- д. Килеево (-а, Куньи) 156 чел., в том числе башкир 135 чел., татар 16 чел.
- д. Килей Казаккулово (-а) 240 чел., в том числе русских 240 чел.
- д. Килей Темяково 137 чел., в том числе башкир 133 чел., татар 4 чел.
- д. Ново-Украинка (образована в 1927 г.) нет сведений.
- д. Парамонова 429 чел., в том числе русских 337 чел., украинцев 58 чел.
- д. Туманова (Шишкинский уч.) 207 чел., в том числе русских 204 чел., татар 3 чел.
- д. Шарыпова (Кошкуль) 466 чел., в том числе башкир 435 чел., татар 25 чел.
- заимка Шарыпово (Клубянок) 69 чел., в том числе русских 69 чел.
- д. Шамурина (Шеляпина, Статья № 11) 300 чел., в том числе русских 294 чел., киргиз 6 чел.

## Местное самоуправление
Глава Шариповского сельсовета — Чертов Сергей Васильевич.
Администрация располагается по адресу: 641132, Курганская область, Альменевский район, с. Мир, ул. Советская, 10.